# La Femme du désert
Pour plus de détails, voir Fiche technique et Distribution.
La Femme du désert (espagnol : La mujer del desierto) est un film d'aventure hispano-italien sorti en 1966, réalisé par Luigi Latini De Marchi, sous le pseudo de John McWarriol.

## Synopsis
Au Ier siècle, au sud de Jérusalem, le pouvoir du roi et de ses alliés romains est fortement remis en cause par l'alliance de tribus rebelles dirigées par Hassan. Angelica est une courtisane bien en vue des Romains. Autour d'elle se trament divers complots, alors qu'elle recherche toujours l'amour qui lui donnera le bonheur. Angelica se retrouve chez les rebelles, rencontre David, le fils d'Hassan, et tombe amoureuse de lui. Or cela est contraire aux desseins de Jacupi, l'un des alliés d'Hassan, dont la fille Suzanne est promise depuis longtemps à David. Ce dernier, devenu chef des rebelles à la mort de son père, pour ne pas perdre l'alliance de Jacupi, est contraint d'abandonner Angelica et de se réconcilier avec Suzanne. Angelica comprend que c'est sa beauté qui fait tourner la tête aux hommes et non pas tout ce qu'elle est, son âme. Elle revient auprès des Romains et leur fournit de précieuses informations, grâce auxquelles les rebelles sont écrasés et David fait prisonnier. Angelica se rend cependant compte qu'elle est toujours amoureuse de lui et obtient sa liberté auprès du nouveau proconsul Claude. Son intervention arrive cependant trop tard car David, épuisé par les tortures qu'il a subies, meurt dans ses bras, au moment même où elle lui annonce sa libération. Il ne lui reste qu'à se racheter de ses erreurs en ouvrant son coeur à une nouvelle espérance,.

## Fiche technique
Sauf indication contraire, les informations mentionnées dans cette section peuvent être confirmées par la base de données cinématographiques IMDb,  présente dans la section « Liens externes ».
- Titre français : La Femme du désert ou Marie Madeleine[4]
- Titre espagnol original : La mujer del desierto ou Todos conocen a Rebeca ou María Magdalena[5]
- Titre italien : Gli amori di Angelica[5]
- Réalisation : Luigi Latini De Marchi, sous le pseudo de John McWarriol[1]
- Scénario : Luigi Latini De Marchi, Luigi Emmanuele
- Format d'image : Panoramique - Eastmancolor[3]
- Photographie  : Romolo Garroni, Jaime Deu Casas[3]
- Montage : Dolores Tamburini[3]
- Production : Finarte (Rome) - Teide Producciones (Barcelone)[3]
- Durée : 97 min[3],[4]
- Dates de sortie :
  - Italie : 26 décembre 1966[6]
  - Espagne : 13 janvier 1969 (Barcelone), 26 avril 1971 (Madrid)[6]
  - France : 1973? inédit à Paris, diffusé en province[4]

## Distribution
- Claudie Lange : Angélica[5]
- Joaquín Blanco (de)
- Aldo Berti
- Carrol Breck
- Dina De Santis
- Marta May
- Mercedes Monterrey (es)
- Damaso Muni
- Vassili Karis
- Carlo Fruttero
- Peter Ucci
- Ettore Toscano (it)
- Marilù St. George
- Cristina Tamborra
- Julián Ligarte
- Claudio Gora (sous le pseudo d'Emil Jordán)
- Carlos Otero (es)
- José Fiol

## Critique
« Il lavoro, mediocre nella regia e nell'interpretazione, confuso e lacunoso nella narrazione, risulta privo anche di quegli elementi spettacolari che solitamente caratterizzano questo genere di film. »
— Segnalazioni Cinematografiche, vol. 61, 1967

« L'œuvre, médiocre dans sa mise en scène et dans son jeu d'acteur, confuse et dénuée de narration, est également dépourvue de ces éléments spectaculaires qui caractérisent habituellement ce genre de film. »